# Легати у библиотекама
Легати у библиотекама су посебне библиотеке целине, и друга материјална и културна добра, која је тестаментарно завештао њихов власник, или његов правни наследник.
У Речнику библиотекарства и информационих наука, из 2014. године, појам легата дефинише се као: Завештање документа или збирке докумената организацији уз одређене услове, и уз право примаоца да одбије пријем легата.

## Основни појмови
Појам легат, примењен у контексту библиотечко-информационе делатности, вишезначан је, па се, у најужем смислу, дефинише као:
Легат (латински legatum i, n – завештање, оставштина) је део или целокупна оставштина дата у наслеђе неком лицу или институцији, који иначе, по закону, не би имали право на то наслеђе.
За њега везујемо, у ширем смислу, и библиотеку целину: ... Библиотека целина – посебна библиотека – corpus separatum је откупљена, поклоњена или тестаментарно завештана лична библиотека... Библиотека целина чува се као заштићена, засебна целина ...због своје културне, научне и историјске вредности, или због значаја и угледа личности која је библиотеку формирала и поседовала...
Имовинско-правни односи, у вези са легатима, подразумевају две уговорне стране: легатора и легатара.
Легатор (латински legator, oris, m – завешталац) је лице које оставља тестаментарним завештањем наслеђе или део наслеђа неком лицу или институцији.
Легатар (латински legatarius, ii, m – прималац легата) је лице или институција којој је завештањем у наслеђе остављен део или целокупна оставштина завештаоца, а који, по закону, немају својство наследника.

## Предмет
У библиотекама, које обављају функцију легатара, у виду легата, чувају се материјална добра која су углавном збир истоврсних ствари (на пример, књижна грађа), али и разнородних предмета: лични предмети, документа, фотографије, рукописи, публикације, уметничка и друга културна добра, и слично. Могу то бити и појединачне ствари, које су тестаментарно завештане библиотеци.
Са развојем информатичке технологије, предмет легата постаје и грађа која је резултат дигитализације (на тај начин настају дигиталне библиотеке), чиме се омогућава слободан приступ датим садржајима.
Законска је обавеза свих савремених библиотечких система да континуирано раде на дигитализацији библиотечко-информационе грађе и извора, чији сегмент чини и културно наслеђе Србије.
Народна библиотека Србије задужена је за координирање пословима на дигитализацији библиотечко-информационе грађе и извора у Србији.

## Пракса у српским библиотекама

### Дуга традиција
Институција легата, са дугом традицијом на нашим просторима, има своје корене у персоналним, али духовно мотивисаним добротворским подухватима утемељивача самосталне српске државе и њених првих владара.
Првог познатог легатора, односно задужбинара српског, препознајемо у лику српског великог жупана Стефана Немање, једног од најобразованијих владара свога времена, зачетника светородне лозе Немањића. Крајем XII века, Стефан Немања биће покровитељ изградње краљевског манастира Студенице (наменски изграђена гробна црква, која ће постати маузолеј Немањића), у којој ће поникнути прва манастирска библиотека на тлу Србије (пре ње ће у оквиру комплекса манастира Хиландара бити формирана прва српска манастирска библиотека; биографи овог владара сведоче да је на своме двору имао богату библиотеку).
Библиотеке су имали и потоњи српски владари, као што су краљеви, Стефан Урош I, Стефан Владислав, Стефан Урош II Милутин, или, почетком XV века, деспот Стефан Лазаревић. Средњовековне библиотеке опстајале су захваљујући оваквим владарима, на чијим дворовима је нарочита пажња поклањана преписивачкој делатности и квалитету преписа, а даривање књига манастирима било је за њих уобичајена пракса.
Међу именима првих српских средњовековних библиотекара у Срба наћи ће се и име Светог Саве. Он ће устројити кодекс понашања, односно написати прве прописе у вези са чувањем и коришћењем књига у манастирским библиотекама. У свом Законоправилу, из 1219. године, Свети Сава користи реч књигохранитељ (онај ко се стара о књигама), но нешто раније, у Карејском типику (1199. године), прописује обавезе за књиге одговорних лица (у погледу чувања и даривања књига, односно попуњавања збирки у манастирским библиотекама), и установљава начело неотуђивости манастирских књига.
У Хиландарском типику, из 1200. године, у сегменту под називом Слово 3. О временој смрти преподобног оца Симеона монаха, Свети Сава наводи себе и свог оца, Стефана Немању, као приложнике, то јест дародавце хиландарске манастирске библиотеке: …а књиге приложисмо, такође и свете сасуде и божанствене иконе, а уз то и свете ризе и завесе, и укратко сваку красоту. И опет приложисмо што је могуће братији на телесну потребу, о чему они који хоће могу најјасније сазнати погледавши у хрисовуљу…
Ослањајући се на знамениту традицију средњовековног задужбинарства (које отпочиње ктиторством владајућег слоја у области подизања хришћанских објеката под окриљем цркве, а наставља се добротворством имућних појединаца, са јасно израженом националном свешћу, или истакнутих личности у оквиру одређене струке или области деловања, као што су, добро познати: Илија Милосављевић Коларац, капетан Миша Анастасијевић, имућни занатлија Влајко Каленић, трговац Сима Андрејевић Игуманов, и многи други до данас), библиотеке постају својеврсне задужбине писане речи.
И у каснијим периодима српске културне историје, упркос сталним неприликама (пре свега, пад Смедерева, 1459. године, и освајање Србије од турског завојевача, доноси разарање верских објеката и уништавање њихових библиотека), задужбинарство и легатарство не губе на значају – најчешће појединци, али и установе и институције својим поклонима обогаћују фондове библиотека.
Ослобођење од Турака, које резултира стварањем самосталне српске државе и јачањем грађанског слоја, доноси нове форме задужбинарства у области чувања писане речи: оснива се прва државна библиотека, при Књажеској канцеларији (најважније државне установе у првој половини 19. века), 1815. године, а након ње и неколицина мањих, при образовним установама и у канцеларијама старешина нахија (почетни фондови ових библиотека, такође се базирају на поклонима).
Срби у Пешти (Угарска), 1826. године, оснивају Матицу српску, с циљем да се књиге србске рукописне на свет издају и распрострањивају. Значајан корак на путу остваривања тога циља, биће оснивање и отварање за јавност Библиотеке Матице српске, 1838. године, која ће свој фонд формирати од поклона (најзначајније су личне библиотеке епископа будимског и бачког, Платона Атанацковића, и доктора правних наука, Саве Текелије).
Престоница ће, 1832. године, добити библиотеку, темељ данашње националне установе, Народне библиотеке, која ће заживети пре свега захваљујући дародавцима (међу њима је први српски издавач и књижар, Глигорије Возаровић). Нараста број различитих типова библиотека, као и читалишта, широм земље.
Библиотека града Београда, основана 1929. године, као наследник фонда Читалишта београдског, значајан део новоформираног фонда може приписати поклонима грађанства и Општине града Београда.
Народна библиотека у Нишу, која носи име Стевана Сремца, добија, 1906. године, библиотеку овог писца, а основана је захваљујући добротворству нишког владике, Јеронима Јовановића, који је овој установи завештао своју целокупну имовину, као и богат фонд књига. То ће бити први наслови у нишкој градској библиотеци. Ово су само неки од примера.
Иако ће, на почетку 20. века, уследити ратови, може се рећи да задужбинарство и легатарство, у том раздобљу, а нарочито између два светска рата, доживљавају свој процват. При Министарству просвете оснива се, 1914. године, посебно Задужбинарско одељење.
Богаћење фондова библиотека, као део покрета народног просвећивања, широм Србије, биће, понајвише, под покровитељством краља, Петра I Карађорђевића, али и имућних грађана и установа. Задужбинарство и добротворство, у служби науке, образовања и културе, постаће и остаће маркантна црта српског националног бића.

### Нормативно-правни оквир
Први Закон о библиотекама, донет 1960. године, није експлицитно регулисао питање институције легата, већ само посредно (члан 45), дефинишући начине попуњавања библиотечких фондова, међу којима се спомињу и поклони. Читав низ касније донетих закона нема чак ни ово одређење, све до Закона о библиотечко-информационој делатности, из 2011. године. У њему се, опет посредно, у члану 34 (став 1, тачка 19), регулише питање легата - прописују се обавезе Библиотеке Матице српске, као: примање, обрада и чување поклоњених личних библиотека.
Питање легата (имајући у виду само завештање и његов пријем од легатора) регулисано је Законом о наслеђивању из 1995. и Законом о културним добрима из 1994. године. Овом тематиком баве се још и Закон о старој и реткој библиотечкој грађи, из 2011, и Закон о култури, из 2009. године.

### Обрада легата
Када библиотека прихвати одређени легат (најчешће је у питању поклон), она преузима обавезу да га – на за то прописан, стандардизован начин – обради, чува и презентује јавности. За библиографски опис грађе користи се међународни ISBD стандард (стандард је предвидео све типове библиотечке грађе).
Формална обрада, односно каталогизација (односи се на три врсте каталога у оквиру лисног каталога – ауторски, стручни, предметни – данас садржаног у електронском каталогу. Сви програми, у којима се обавља електронска обрада, заснивају се на Unimarc формату. Ова, и њима слична питања, регулише Правилник о инвентарисању, обради, ревизији и отпису библиотечко-информационе грађе и извора, као и о вођењу евиденције о библиотечко-информационој грађи и изворима, из 2013. године.

### Смештај, чување и заштита
Адекватан начин поступања са грађом у оквиру легата односи се, најпре, на поштовање последње воље завештаоца. Но, и мимо тога, треба свакако обезбедити чист и безбедан простор. Легате (који неретко садрже стару и ретку књигу и значајан су део културног наслеђа) треба смештати у добро очуване просторије, где ће се примењивати, за то предвиђене, посебне мере заштите.
Нарочита пажња, приликом пријема, а затим и обраде легата (која мора бити у што краћем року обављена), обраћа се на физичко стање грађе (затечено стање уноси се у записник), па се оштећени примерци из колекције (или они којима је потребна конзервација), без одлагања, на одговарајући начин заштићују.
Јединице грађе у публикацијама, које припадају легату, смештају се на полице, али их не треба раздвајати. Треба да стоје као засебна целина. Некњижна грађа смешта се у кутије, а рукописи и фотографије претходно још и у коверте или овојнице. Чување грађе у библиотекама прописано је чланом 38 Закона о библиотечко-информационој делатности.
Правилник о националним стандардима за обављање библиотечко-информационе делатности, из 2013. године, одређује простор у којем би требало да буде смештена библиотечка грађа (чисте, светле и проветрене просторије, без директне изложености сунчевим зрацима, са одређеном температуром и влажношћу ваздуха). Одржавање одговарајућих услова, у датом простору, најбоље се постиже уређајима за климатизацију.
Публикације из легата нису у слободном приступу и могу се користити само у читаоницама библиотека. Добро решење је израда квалитетних копија, или реформатирање. Такав материјал доступан је свим корисницима. Електронске верзије грађе, у оквиру легата, омогућавају њено коришћење и ван библиотека.

### Значај
Највећа вредност легата није материјална. Сагледани у ширем смислу, они су драгоцена ризница значајних историјских тренутака, брижни чувари потиснутих и заборављених вредности, обичаја и свеукупног духовног, образовног и културно-уметничког наслеђа.
У ужем смислу, легати у библиотекама су запажени гестови поклањања личних колекција публикација, рукописа, докумената, и, уопште, разнородне грађе, брижљиво сакупљане и релевантне за социјално-историјско и компаративно сагледавање једне или више области људског знања и делања.
Заоставштина намењена библиотеци, јесте и добар начин да се упозна личност дародавца, која је, по правилу, значајна фигура у некој сфери друштвеног живота, или, пак, време, средина или шири простор њеног деловања.

### Легати Универзитетске библиотекеНикола Теслау Нишу
Универзитетска библиотека у Нишу поседује неколико, по грађи разнородних, веома вредних легата. Реч је, пре свега, о књижном благу.
Средином осамдесетих година прошлог века, тачније 1976. године, Библиотека постаје легатар прве колекције, од близу две стотине публикација, из области националне историје, права, србистике и осталих друштвених наука (легат Југовић). Неке од њих објављене су крајем 19. века. Легатор је судија нишког Апелационог суда, Стојан Југовић.
Личну библиотеку инжењера хемијске технологије из Београда, Мирослава Панића (легат Панић) – девет стотина наслова из области хемијског инжењерства (и сродних дисциплина, нарочито електротехнике, математике), историје (пре свега националне), и других наука – Библиотека ће добити 1992. године. Део грађе, од преко четиристо педесет јединица, је и на страним језицима, углавном на руском језику.
Универзитетска библиотека од 2001. године поседује и драгоцену библиотеку Боривоја Гојковића (легат Гојковић), угледног адвоката, аутора текстова на тему локалне историје и колекционара аутентичних музејских предмета. Кћи Боривоја Гојковића, професор француског језика, Милица Домазет, поклониће Универзитетској библиотеци део приватне библиотеке свога оца, од око две хиљаде јединица монографских (из области књижевности, историје, права) и серијских публикација (старија периодична издања и часописи на страним језицима), као и некњижне грађе (топографске, географске и историјске карте) и рукописа.
Овај знаменити Нишлија, урадиће много за афирмацију историјско-етнографских знаменитости свог родног града: један је од оснивача Галерије ликовне уметности и Народног музеја у Нишу, као и први председник Одбора музеја, којем ће поклонити своју нумизматичку збирку и колекцију вредних предмета.
Улица у којој се налази нишка народна библиотека, у ширем центру града, носи његово име.

### Дом легата - Адлигат
У оквиру Удружења за културу, уметност и међународну сарадњу „Адлигат” поред Музеја књиге и путовања и Музеја српске књижевности налази се и Дом легата. Бројни значајни појединци, друштвено-политички радници, уметници, културни радници, градоначелници, унвиерзитетски професори, преводиоци и друге јавне личности оставиле су своју заоставштину на чување у Дом легата удружења Адлигат.
У Дому легата налази се преко 30 легата укључујући и: Легат Породице Бешевић, Легат Петра Бингулца, Легат књижевника Бранислава Вељковића, Легат Мирјане и Павла Вуисића, Легат Милована Данојлића, Легат проф. мр Миодрага Живанова, Легат Пере Зубца, Легат књижевника Србе Игњатовића,  Библиотека-колекција Божидара Ковачевића (1902-1990), Легат породице Леко, Легат књижевника Драгана Мраовића (1947), Библиотека-колекција проф. Николе Медведева (1929-2006), Легат социолога др Милоша Немањића (1932-2016), Легат књижевника Миодрага Павловића (1928-2014), Легат професора Богдана Терзића (1928-2016), Библиотека – колекција Петра Урбана, Легат проф. др Илеане Чуре Сазданић.